# 北原和美
北原 和美（きたはら かずみ）は、日本の元女優。別名：戸島和美、戸島一実。

## 来歴・エピソード
『柔道一直線』、『俺は透明人間!』など連続テレビ番組に出演。「戸島和美」名義で『超人バロム・1』、「北島和美」名義で『流星人間ゾーン』にレギュラー出演。
『超人バロム・1』第22話「魔人ヒャクメルゲが目をくりぬく!」での夜間ロケでは、ロケバスから出たとたん、登場魔人の「ヒャクメルゲ」に出くわして、あまりの恐さにバスの反対側に逃げて泣き出してしまった。スタッフはヒャクメルゲに「駄目だよ、お芝居の前に泣かしちゃ!」と怒ったという。東映生田スタジオ作品でのゲストが多いが、スタッフに可愛がられて声をかけてもらってのことだったと語っている。

## 出演作品

### テレビドラマ
- 抜かれてたまるか (1968年、TBS)
- 三匹の侍 第6シリーズ 第24話「白刃有情」（1969年、CX）
- 柔道一直線（1969年、TBS）
- 東芝日曜劇場 / 24才 その6（1969年、TBS）
- ありがとう （1970年、TBS）　※戸島和美名義
- 鬼平犯科帳 第44話「おみよは見た」（1970年、NET / 東宝） - おしん　※戸島和美名義
- 俺は透明人間!（1970年 - 1971年、CX）‐ アネゴ
- 刑事くん (TBS)
  - 第1部 第28話「崖の上の少女」
  - 第29話「大空の逃亡者」（1972年） - しのぶ
  - 第2部 第25話「ちぎれた愛」（1973年） - 和美
- 鬼平犯科帳 第2シリーズ 第17話「のっそり医者」(1972年、NET) - お菊
- 超人バロム・1（1972年、YTV） - 木戸紀子
- どっこい大作 第7話「ラーメン一パイたんこぶ10コ」（1973年、NET） - 女学生
- 流星人間ゾーン（1973年、NTV） - 防人螢 / ゾーンエンジェル
- 荒野の用心棒（1973年、NET）
  - 第29話「黒い葬列団は夕陽に映えて…」 - 初
  - 第31話「女怨み唄 地の果てに流れ…」 - くみ
- 太陽にほえろ!　(NTV)
  - 第76話「おふくろ」（1973年） - 町田和子 ※北原一実名義
  - 第82話「最後の標的」（1974年） - 町田和子 ※戸島一実名義
- 銭形平次 第398話「はやて駕籠」（1973年、CX） - お冬
- 仮面ライダーシリーズ（MBS） 
  - 仮面ライダーV3 第49話「銃声一発! 風見志郎倒る!!」（1974年） - ジュン
  - 仮面ライダーアマゾン 第13話「迫る! 十面鬼!　危うしアマゾン!!」 （1975年） - 赤ジューシャ / 名古屋美里
- 若い!先生 第6話「ほんとうの愛をありがとう」（1974年、TBS） - 小川淳子
- イナズマンF 第14話「大空中戦!! 合体ウデスパー戦略部隊」（1974年、NET） -　小野良江
- 新・荒野の素浪人 第30話「島破り」（1974年、NET）
- 元禄太平記（1975年、NHK） - 初音
- 破れ傘刀舟悪人狩り（1975年、NET）
  - 第45話「娘を売る市場」 - なつ
  - 第57話「愛と死の絆」